# Vipera dinniki
Vipera dinniki er en giftig hugormeart fra familien Viperidae, som er endemisk til Rusland, Georgien og Aserbajdsjan. Ingen underarter er i øjeblikket anerkendt.

## Etymologi
Det specifikke navn, dinniki, er til ære for den russiske herpetolog Nikolai Yakovlevich Dinnik.